# 金昌葉
金 昌葉（キム・チャンヨプ、朝鮮語: 김창엽）は、朝鮮民主主義人民共和国の政治家。最高人民会議常任委員会委員、朝鮮労働党中央委員会委員候補。平壌直轄市三石区域党委員会責任書記、朝鮮農業勤労者同盟中央委員会委員長などを歴任。

## 経歴
出生地や生年月日は不明。平安南道大同郡青年同盟秘書、平壌直轄市三石区域党委員会責任書記を経て、2017年3月に朝鮮農業勤労者同盟中央委員会委員長に選出され、同年10月7日に開催された朝鮮労働党中央委員会第7期第2回総会で、朝鮮労働党中央委員会委員候補に補選された。2018年4月11日に開催された最高人民会議第13期第6回会議で、最高人民会議常任委員会委員に補選された。2019年3月10日に実施された最高人民会議第14期代議員選挙の中央選挙委員会委員に就任し、4月11日に開催された第14期第1回会議で、常任委員会委員に留任した。2021年2月4日に開催された朝鮮農業勤労者同盟中央委員会第8期第11回総会にて年齢上の理由で召還され、後任にハン・ジョンヒョク氏が選挙された。

## 参考サイト
- 북한정보포털

| 先代李明吉 | 朝鮮農業勤労者同盟中央委員会委員長2017年 - 2021年 | 次代 ハン・ジョンヒョク |